# 阿尔弗雷德·德雷福斯
阿弗列·屈里弗斯（法語：Alfred Dreyfus，法語發音：[alfʁɛd dʁɛfys]；1859年10月9日—1935年7月12日）是法國犹太裔軍官，1894年他被误判为叛国，导致德雷福斯事件。

## 生平
德雷福斯出生于法国米卢斯，他是家里的第九个孩子，他的父亲是一名米卢斯的犹太人纺织业企业家。1871年普法战争后阿爾薩斯被并入德意志帝國。德雷福斯的父母当时（与市内其他上层人士一样）决定保留他们的法国国籍。1872年他们和家里的部分人移居巴黎。德雷福斯在巴黎中学毕业，1878年考入巴黎综合理工学院，当时该学院主要培养技术军官，比如炮兵的军官。他成为炮兵职业军官。1890年他加入军事学校培训。同年他与一名富有的钻石买卖商的女儿结婚。两人有一子一女。数学家雅克·阿达马是他的舅子。
1893年时德雷福斯已经晋升到上尉，他被召入总参谋部。

## 德雷福斯事件

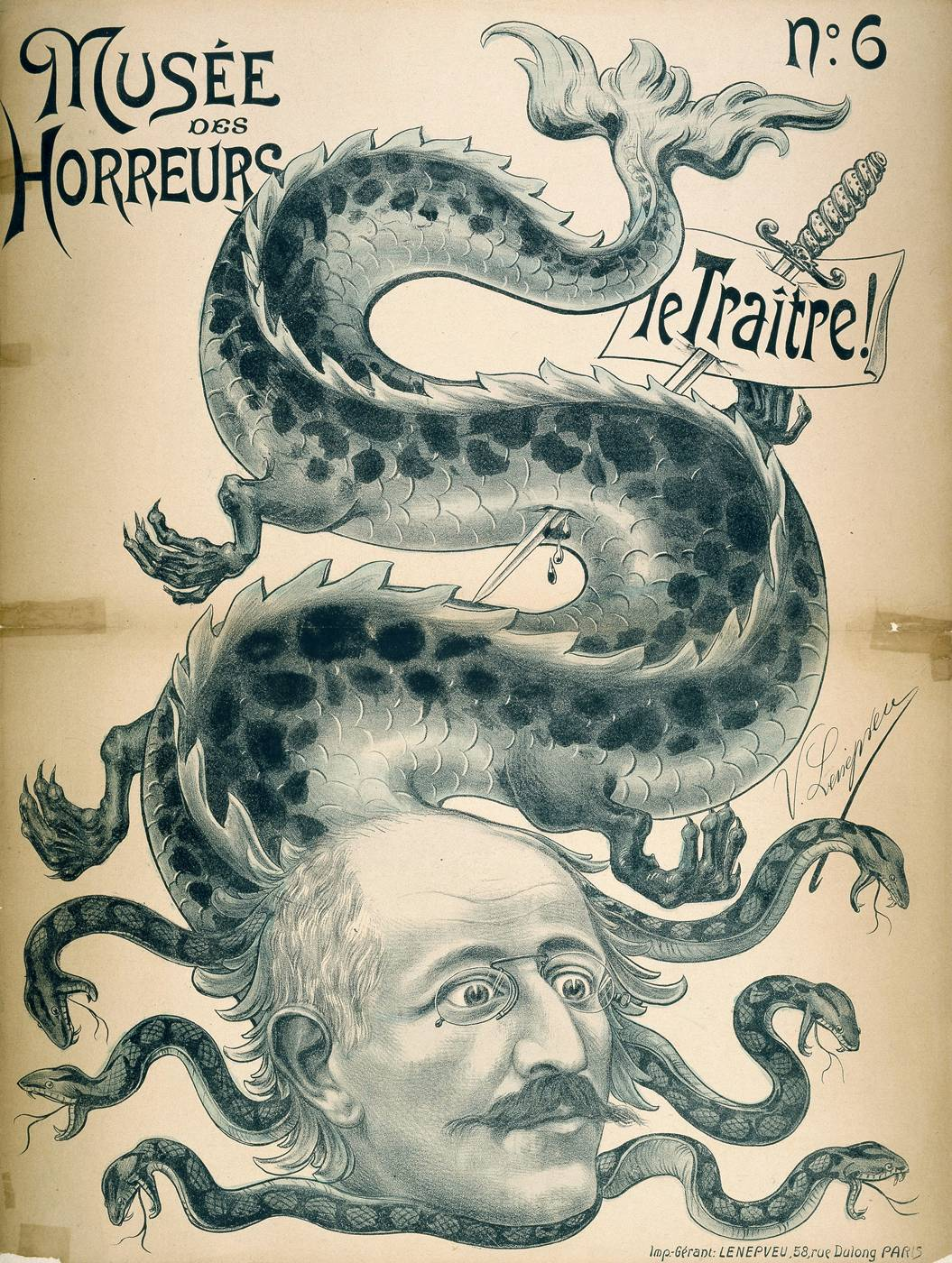
当时的德雷福斯漫画

1894年9月法国情报机构据称通过一名打入德国大使馆的间谍获得了一份手写的文献。在该文献中一名显然消息灵通的未知名内部人士向德国武官说，他要为德国提供秘密军事情报，尤其是法国炮兵情报。炮兵军官阿尔弗雷德·德雷福斯很快就被怀疑，原因是因为他是犹太人，而且他的家庭过去来自德语地区。而且他在一年前因为父亲的葬礼去米卢斯，也就是说去了德意志帝国领土。
10月31日初步调查已经结束，一天后在媒体德雷福斯就已经被称为叛徒。11月3日他在雷恩的军事法庭上被告叛国罪，但三份专家鉴认认为德雷福斯的手迹与那张告密纸上的手迹不同。此外，尽管著名人类学家和侦探学家阿方斯·贝蒂荣在辨认手迹方面没有经验，但是法官却听取了贝蒂荣的意见。贝蒂荣认为两份手迹相同的鉴认被作为判德雷福斯有罪的主要证据。
1894年12月22日法国一致判处他有罪并判处他终身流放和关押到魔鬼岛。1895年1月5日在法国军校的校园内，他於一个非常侮辱人的仪式中被剥夺军衔，此后不久被运往魔鬼岛。同年4月他到达那里并被单独监禁。

### 平反
1902年左派在选举中获胜后政治环境发生了变化，德雷福斯事件又开始被讨论。最后上诉法院把后来的那次审判也否定了。1906年7月12日对德雷福斯的判决被取消，德雷福斯被平反。此后立即举行的一次仪式中他重新攬入军队，晉升为少校，獲授法國榮譽軍團勳章。但是他没有再被召入总参谋部。他在巴黎附近的万塞讷和聖但尼两处炮兵营任了短期的指挥官。1907年10月他以健康为理由提早退伍。
1908年，左拉的骨灰移葬到先贤祠中去时，德雷福斯是护卫灵柩的人之一。观众中有人开枪袭击德雷福斯，导致他受伤。
第一次世界大战爆发后德雷福斯重新回到军队并上前线。他晉升为中校。战后他以这个军衔退伍。
1943年，他的外孙女玛德莱娜·莱维因参与抵抗运动在图卢兹被法国警察逮捕，1944年1月瑪德萊娜在奥斯威辛集中营死于斑疹傷寒，年仅25岁。
第二次世界大战后德雷福斯逐渐演化为共和国的象征。1988年在杜乐丽花园中为他立了一塑像。
2006年7月12日是德雷福斯平反100周年日，在巴黎军校举行的纪念典礼上法国总统雅克·希拉克亲自致词，在场的还有法国总理和四名部长，向德雷福斯“庄严致国家之敬”（l'hommage solennel de la Nation）。
虽然多次有人建议把德雷福斯的遗骨改葬到先贤祠去，但是至今为止这个建议没有被采纳。
诺贝尔文学奖获得者羅傑·馬丁·杜·加爾在他1913年发表的小说《讓·巴洛瓦》中非常深刻地描写了德雷福斯事件。在1937年的电影《埃米尔·左拉之生》中德雷福斯事件也是一个中心事件，但是电影把反犹太主义隐饰掉了。威廉·迪亚特尔是该电影的导演，保罗·穆尼饰左拉，约瑟夫·希尔德克劳特饰德雷福斯。